# Hymenostomum jamesonii
Hymenostomum jamesonii là một loài Rêu trong họ Pottiaceae. Loài này được (Arn.) Hampe mô tả khoa học đầu tiên năm 1879.